# Pachylister inaequalis
Pachylister inaequalis är en skalbaggsart som först beskrevs av Olivier 1789.  Pachylister inaequalis ingår i släktet Pachylister och familjen stumpbaggar. Inga underarter finns listade i Catalogue of Life.

## Bildgalleri

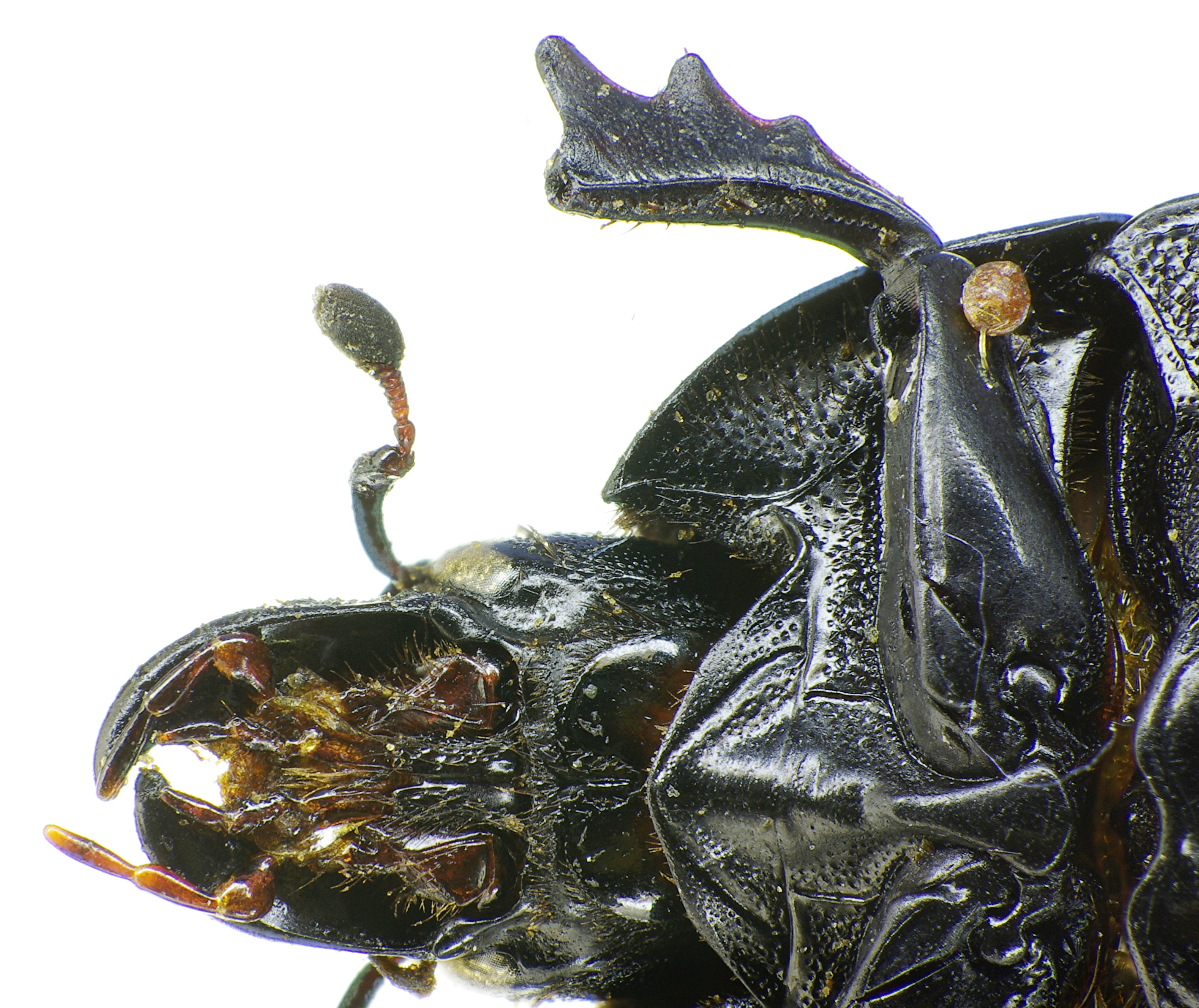
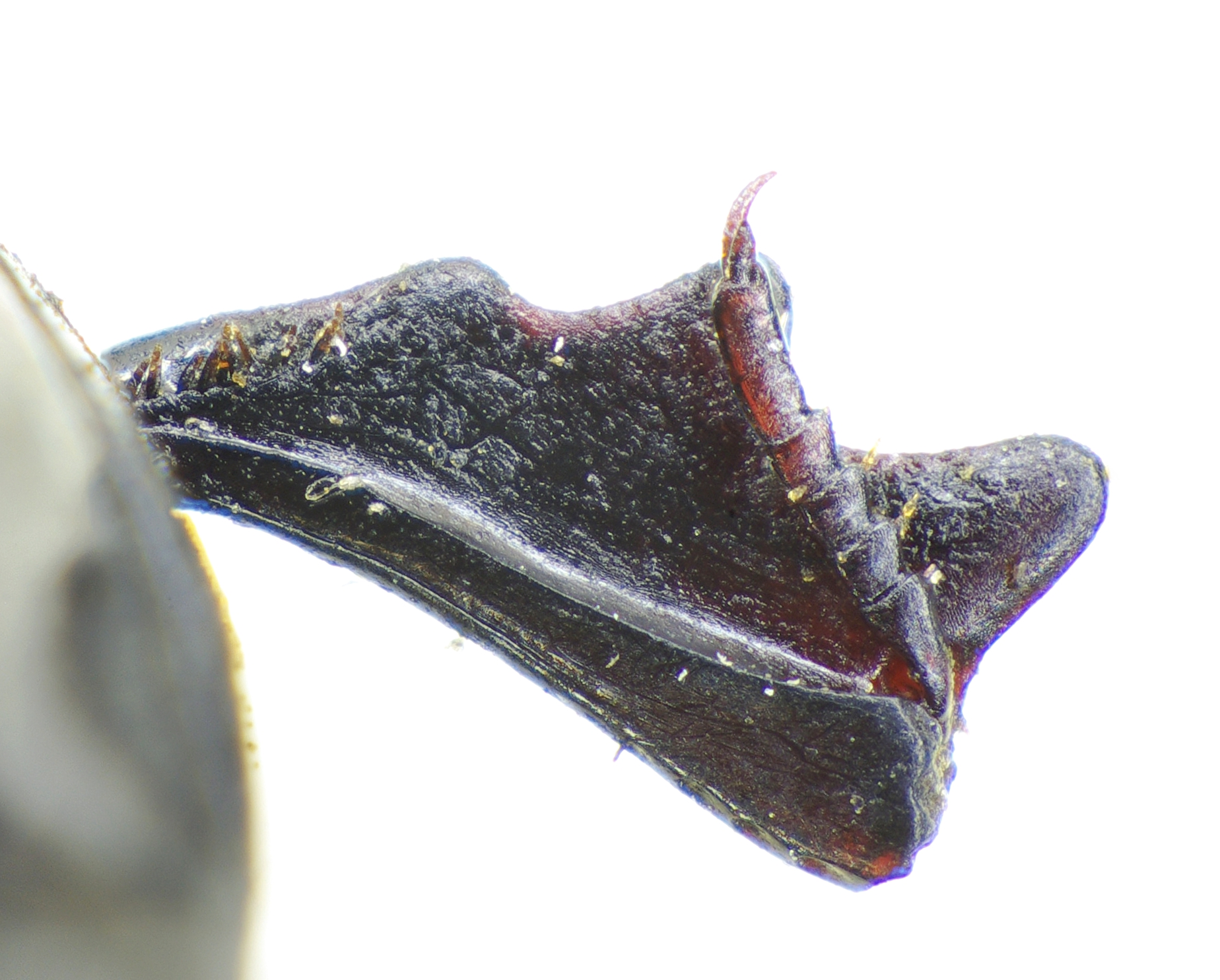
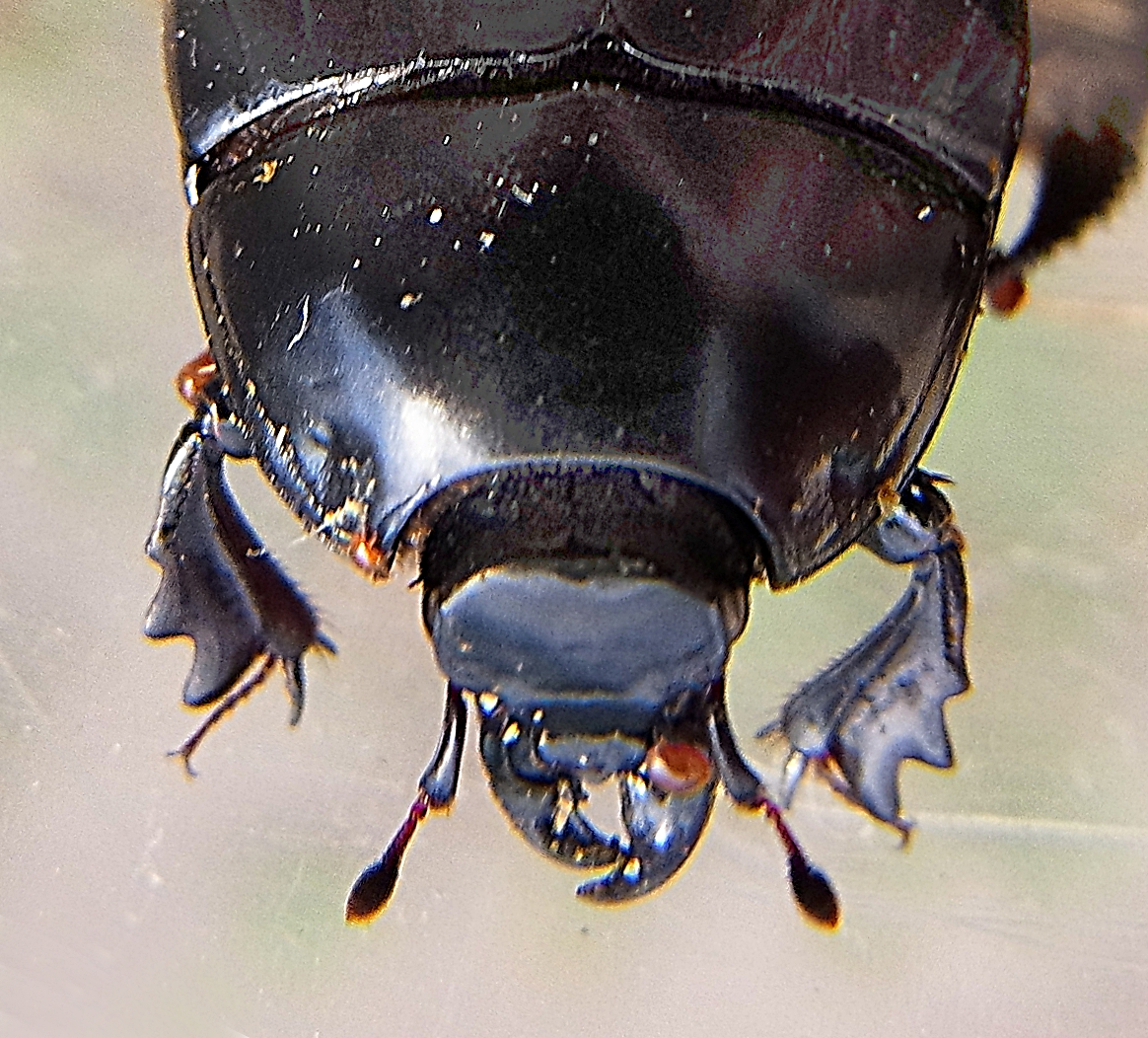
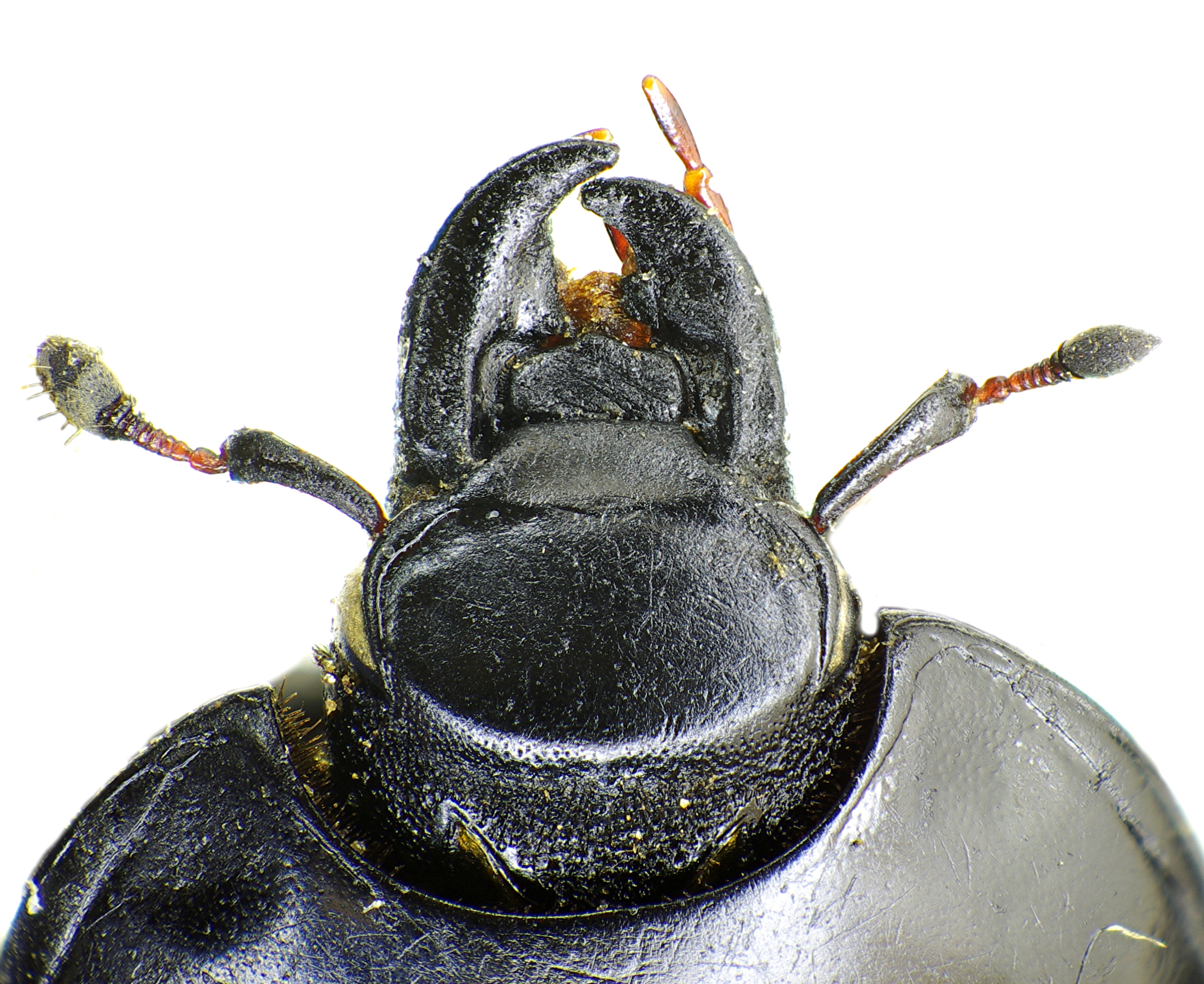
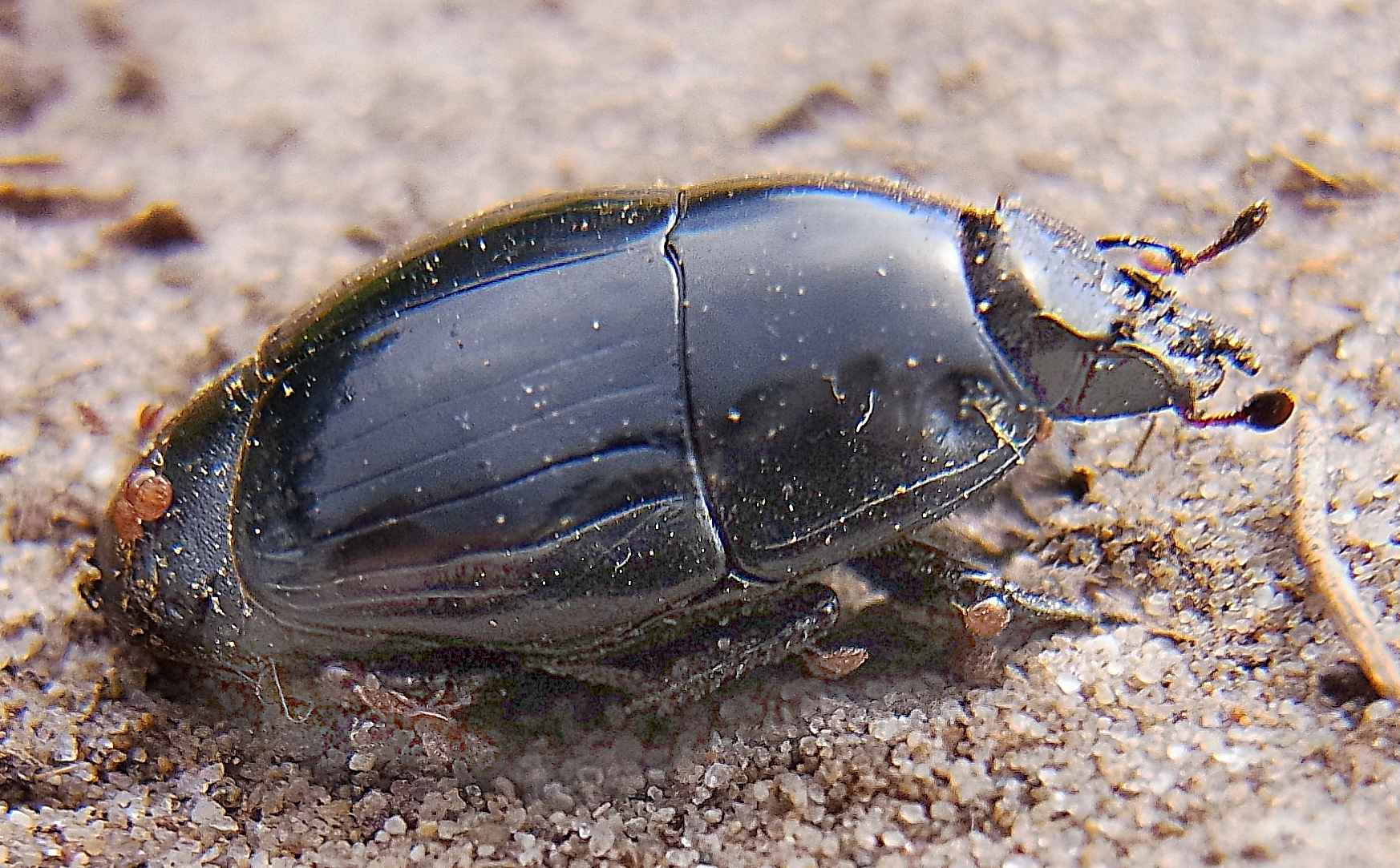
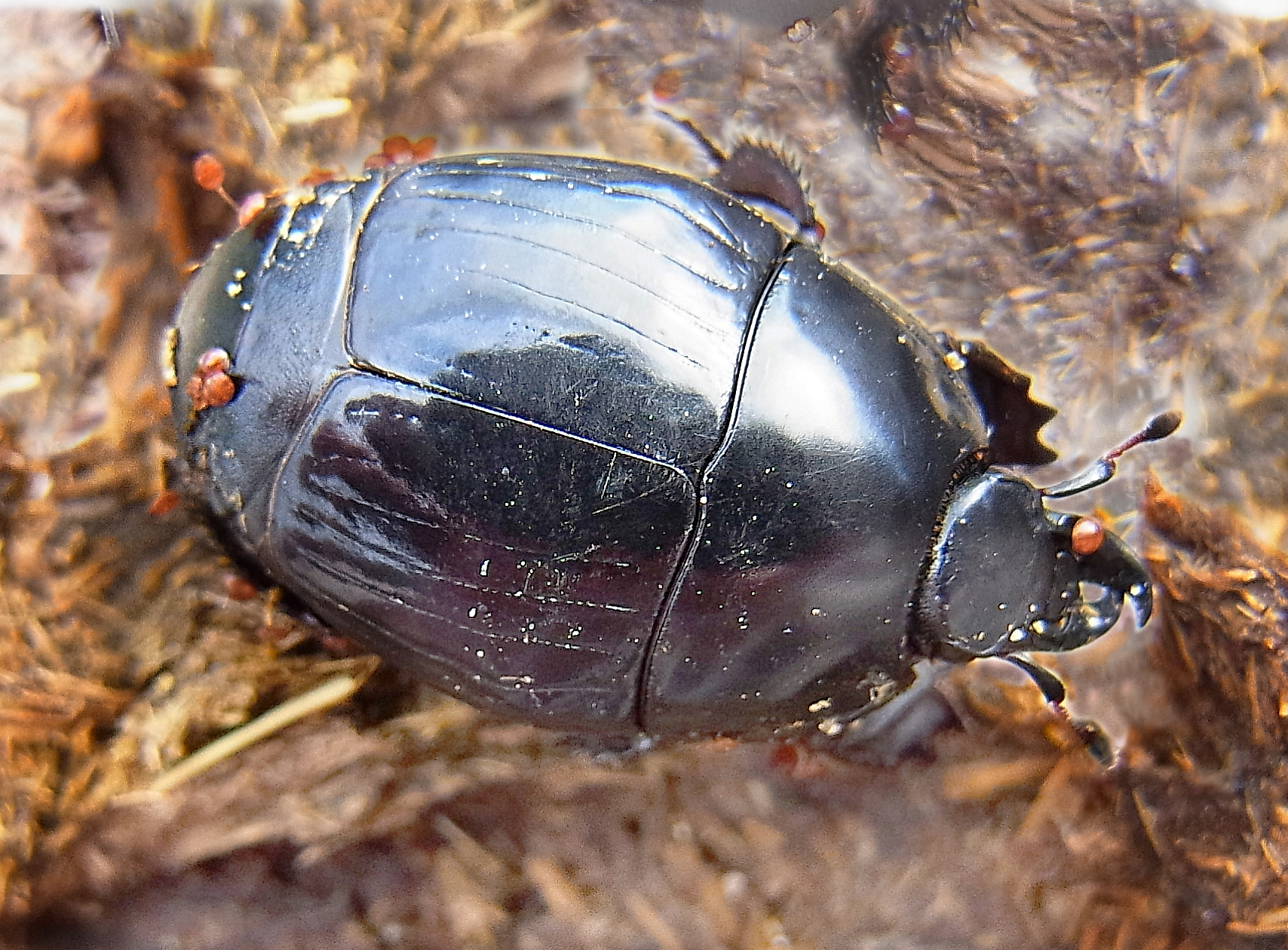